# Rob Delsing
Robert Maria Joseph Hubert (Rob) Delsing (Roermond, 25 september 1913 – 5 mei 1983) was een nationaalsocialistische Nederlandse dichter en novellist.
Rob Delsing groeide op in Heerlen, het hart van de Limburgse mijnstreek. Zijn gedichten publiceerde hij al vroeg in literaire bladen als Roeping en Het venster. Hij was al vroeg, sinds 1933 lid van de Nationaal-Socialistische Beweging van Anton Mussert. Na onenigheid met een districtsleider van de NSB - inzet was het tekenen van de niet-jood verklaring, wat hem in gewetensnood bracht (zijn beste vriend was joods) - verliet hij de beweging. Hij vestigde zich in Berlijn, waar hij onder meer werkzaam was bij de radiozender 'Deutsche Europa Sender' (DES). Ook deed hij vertaalwerk voor het bedrijf 'Tobisfilm'. Hij werkte er mee aan het internationaal verspreide propagandatijdschrift Signaal en hij verzorgde daarnaast nog lezingen over literatuur voor radio Bremen. In 1941 trouwde hij in Berlijn met een Duitse. Na een kortstondig verblijf in Nederland in de jaren 1942-1943 keerde Delsing terug naar Berlijn. Hij keerde uiteindelijk definitief terug naar Nederland in september 1945.
Hij publiceerde bij De Amsterdamsche Keurkamer in 1937 de novelle Tinuske en het verbod. In 1938 verscheen er poëzie van zijn hand in de verzamelbundel  Ochtend-appèl (waarvan de ondertitel eenige nieuwe gedichten van jonge Dietschers luidde). In 1942 verscheen Delsings dichtbundel Zwart goud. Geboren en getogen Limburger, koos Delsing veelvuldig het zware mijnwerkersbestaan als uitgangspunt voor zijn literaire werk.
Hij werd wegens zijn lidmaatschap van de NSB en zijn publicaties veroordeeld tot een gevangenisstraf die overeenkwam met de tijd die hij in voorarrest had doorgebracht. Op 11 maart 1947 werd hij in vrijheid gesteld. Afgezien van enig journalistiek werk heeft hij niets literairs meer gepubliceerd. Hij was na de Tweede Wereldoorlog werkzaam als chef de bureau op een advocatenkantoor.